# رایانش داده‌محور
رایانش دیتا-سنتریک یک مفهوم نوظهور است که در معماری اطلاعات و طراحی مرکز داده ارتباط دارد. این یک تغییر اساسی در سیستم‌های اطلاعاتی را نشان می‌دهد که برای رفع نیازهای سازمانی برای ذخیره‌سازی، بازیابی، جابجایی و پردازش مجموعه داده‌های در حال رشد به‌صورت نمایی مورد نیاز خواهد بود.